# NordSüd Verlag
Die NordSüd Verlag AG (frühere Schreibweise Nord-Süd Verlag AG) ist ein auf Bilder- und Kinderbücher spezialisierter Schweizer Buchverlag mit Sitz in Zürich.
Der Verlag veröffentlicht jährlich rund 40 Bücher und führt aktuell rund 350 Titel aus den Bereichen Bilder- und Vorlesebücher, Sachbilderbücher, Märchenbücher, Literatur- und Kunstbilderbücher, Papp- und Spielbücher, Geschenkbücher, Hörbücher und zweisprachige Bücher, die in insgesamt mehr als 30 Sprachen übersetzt wurden. Ein wichtiger Absatzmarkt sind neben dem von Zürich aus bedienten deutschsprachigen Raum auch der englischsprachige Markt, der von der Tochtergesellschaft NorthSouth Books Inc. in New York betreut wird. In früheren Jahren wurde zudem für den französischsprachigen Markt die Tochtergesellschaft Éditions NordSud in Paris unterhalten.
Seit seinem Bestehen wurden mehrere vom NordSüd Verlag veröffentlichte Bücher ausgezeichnet. Zu den bekanntesten Bilderbuchfiguren des NordSüd Verlags zählen unter anderem Der kleine Eisbär von Hans de Beer und Der Regenbogenfisch von Marcus Pfister. Neben neu illustrierten Klassikerausgaben mit Texten u. a. von Brüder Grimm und Hans Christian Andersen, erschienen unter anderem Werke von folgenden Autoren und Illustratoren im NordSüd Verlag:
| - Helga Bansch - Käthi Bhend - Max Bolliger - Nele Brönner - Hans Fischer - Iskender Gider | - Eveline Hasler - Friedrich Hechelmann - Janosch - Jon Klassen - Torben Kuhlmann - Annette Langen | - Kveta Pacovská - Celestino Piatti - Willy Puchner - Said - Rafik Schami - Ursel Scheffler | - Binette Schroeder - Uli Waas - Bernadette Watts - Udo Weigelt - Józef Wilkoń - Lisbeth Zwerger |

## Geschichte
Der NordSüd Verlag wurde 1961 von dem Ehepaar Dimitri und Brigitte Sidjanski im zürcherischen Gossau gegründet. 1979 ging die Verlagsleitung an deren Sohn Davy Sidjanski über. In der Folge begann der Verlag ab den 1980er Jahren und besonders ab den 1990er Jahren im Zuge des internationalen Erfolges des Bestsellers „Der Regenbogenfisch“ mit verschiedenen Auslandstandorten international zu expandieren. Gleichzeitig stieg der Jahresumsatz des Verlags bis auf 60 Millionen Schweizer Franken. Die aggressive Expansion erwies sich jedoch als zu ehrgeizig. Die Folge davon war ein Liquiditätsengpass, der im Frühling 2003 zur Zahlungsunfähigkeit des Verlags führte.
Mitte 2004 wurde der NordSüd Verlag durch eine Investorengruppe um den Verleger Urs Gysling übernommen, der Sitz nach Zürich verlegt und der Verlag in der Folge restrukturiert und redimensioniert. Mit einem Jahresumsatz von rund zehn Millionen Franken ist der NordSüd Verlag noch heute der grösste Kinderbuchverlag der Schweiz.
2011 hat Herwig Bitsche die Führung des Verlags übernommen.